# Province d'Urubamba
La province d'Urubamba (en espagnol : Provincia de Urubamba) est l'une des treize provinces de la région de Cuzco, au sud du Pérou. Son chef-lieu est la ville d'Urubamba.

## Géographie
La province couvre une superficie de 1 439,43 km2. Elle est limitée au nord et à l'ouest par la province de La Convención, à l'est par la province de Calca et au sud par la province de Cuzco et la province d'Anta.

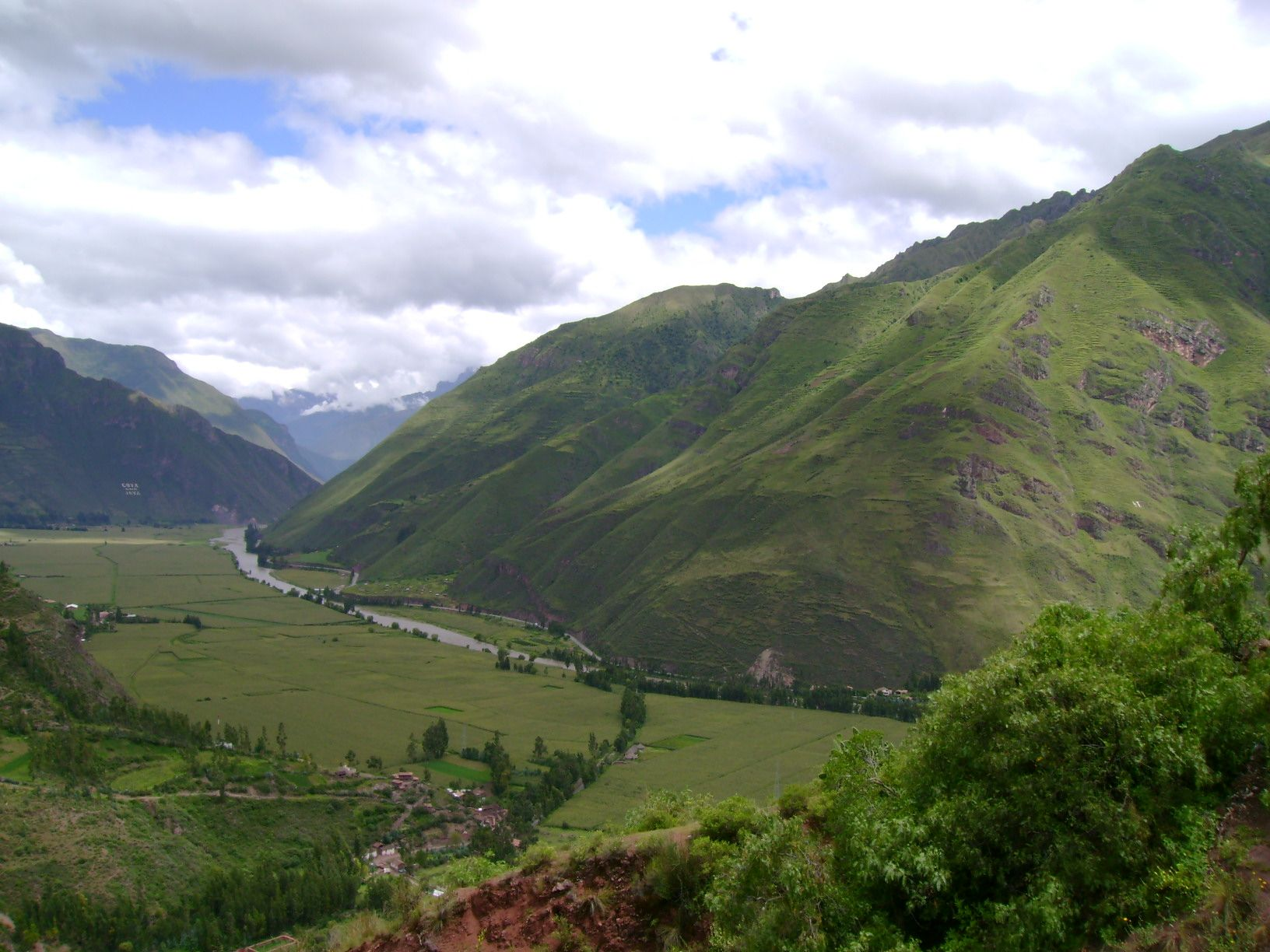
La rivière Urubamba dans la vallée sacrée de la province d'Urubamba

## Population
La population de la province s'élevait à 56 685 habitants en 2007.

## Subdivisions
La province d'Urubamba est divisée en sept districts :
- Chinchero
- Huayllabamba
- Machu Picchu
- Maras
- Ollantaytambo
- Urubamba
- Yucay